# Cantone di Blangy-le-Château
Il Cantone di Blangy-le-Château era una divisione amministrativa dell'arrondissement di Lisieux.
A seguito della riforma approvata con decreto del 17 febbraio 2014, che ha avuto attuazione dopo le elezioni dipartimentali del 2015, è stato soppresso.

## Composizione
Comprendeva i comuni di:
- Les Authieux-sur-Calonne
- Blangy-le-Château
- Bonneville-la-Louvet
- Le Breuil-en-Auge
- Le Brévedent
- Coquainvilliers
- Le Faulq
- Fierville-les-Parcs
- Manerbe
- Manneville-la-Pipard
- Le Mesnil-sur-Blangy
- Norolles
- Saint-André-d'Hébertot
- Saint-Philbert-des-Champs
- Le Torquesne